# BCR (유전자)
BCR(breakpoint cluster region protein)은 인간에서 BCR 유전자에 의해 인코딩되는 단백질이다. BCR은 필라델피아 염색체와 연관된 BCR-ABL 융합 단백질의 두 유전자 중 하나이다. 이 유전자에 대해 서로 다른 동형(isoform)을 암호화하는 두 가지 전사 변형이 발견되었다.

## 기능
BCR-ABL (유전자) 융합 단백질에 대한 연구가 많이 이루어졌지만, 정상적인 BCR 유전자 산물의 기능은 아직 명확하지 않다. 이 단백질은 세린/트레오닌 키나제 활성을 가지며 RhoA를 포함하는 GTPase의 Rho 계열에 대한 구아닌 뉴클레오티드 교환 인자이다.

## 임상적 중요성
염색체 22번과 9번 사이의 상호 전좌는 필라델피아 염색체를 생성하는데, 이는 만성 골수성 백혈병 환자에게서 흔히 발견된다. 이 전좌를 위한 염색체 22 중단점은 BCR 유전자 내에 위치한다. 전위는 염색체 9 중단점에 있는 유전자인 BCR과 ABL의 서열에 의해 암호화되는 융합 단백질을 생성한다.